# アーリントン (ケンタッキー州)
アーリントン (Arlington) は、アメリカ合衆国ケンタッキー州カーライル郡に位置する都市である。2000年現在の国勢調査で、この都市は総人口395人である。

## 地理
アーリントンは、北緯36度47分29秒、西経89度0分41秒 (36.791299, -89.011398)に位置している。
アメリカ合衆国統計局によると、この都市は総面積1.0 km2 (0.4 mi2) である。このうち1.0 km2 (0.4 mi2) が陸地で水地域は存在しない。

## 統計
2000年現在の国勢調査で、この都市は人口395人、189世帯、及び109家族が暮らしている。人口密度は381.3/km2 (989.1/mi2) である。205.6/km2 (533.4/mi2) の平均的な密度に213軒の住居が建っている。この都市の人種的構成は白人 95.19%、アフリカン・アメリカン4.56%、ネイティブ・アメリカン0.00%、アジア0.00%、太平洋諸島系0.00%、その他の人種0.00%、及び混血0.25%である。人口の1.01%がヒスパニックまたはラテン系である。
189世帯のうち、22.8%が18歳未満の子供と一緒に生活しており、40.2%は夫婦で生活している。12.7%は未婚の女性が世帯主であり、42.3%は家族以外の住人と同居している。39.2%は独身の居住者が住んでおり、23.8%は65歳以上で独身である。1世帯の平均人数は2.09人であり、家庭の場合は、2.77人である。
人口の21.0%が18歳未満で、6.1%が18歳から24歳、21.0%が25歳から44歳、27.3%が45歳から64歳、24.6%が65歳以上である。平均年齢は46歳である。女性100人に対し、82.0人が男性である。18歳以上の女性100人に対し、77.3人が18歳以上の男性である。
この都市の世帯ごとの平均的な収入は17,813 USドルであり、家族ごとの平均的な収入は28,750 USドルである。男性は17,396 USドルに対して女性は15,833 USドルの平均的な収入がある。この都市の一人当たりの収入 (per capita income) は13,561 USドルである。人口の29.3%及び家族の24.1%は貧困線以下である。全人口のうち18歳未満の41.5%及び65歳以上の33.7%は貧困線以下の生活を送っている。